# Феликс (консул 428 г.)
Вижте пояснителната страница за други личности с името Феликс.
Флавий Феликс (на латински: Flavius Felix; † май 430, Равена) е политик и генерал на Западната Римска империя през 5 век.

## Биография
Той е син на Енодий, който е проконсул на Африка през 395 г.
Феликс има голямо влияние върху император Валентиниан III. През 425 г. става patricius и най-главният генерал (magister utriusque militae). През 428 Феликс е консул. На Изток консул е Флавий Тавър. Феликс командва войската в Италия и е конкурент на Бонифаций и на Аеций. През май 430 г. Феликс е убит в Равена по нареждане на Аеций.
Той е женен за Падузия и е баща вероятно на Флавий Магн (консул 460 г.).